# Catherine Bernié-Boissard
Pour les articles homonymes, voir Bernié et Boissard.
Catherine Bernié-Boissard, née en 1952, est une géographe et universitaire française.

## Biographie
Catherine Bernié-Boissard soutient en 1991 une thèse de doctorat en géographie sous la direction de Robert Ferras. Elle est maîtresse de conférences puis elle est nommée professeure à l'université de Nîmes en 2011.
Dans les années 1990, elle est conseillère municipale communiste de Nîmes. Dans le cadre de ses fonctions, elle est condamnée en 1997 pour diffamation envers l'élu frontiste Serge Martinez. Elle retrouve ce mandat en 2014, élue sur la liste de la socialiste Françoise Dumas. Sa décision de siéger avec le groupe socialiste au conseil municipal lui vaut d'être suspendue par le Parti communiste français. En novembre 2018, elle signe l'appel pour l'union de la gauche à Nîmes dans l'optique des élections municipales de 2020. Elle est ensuite candidate sur la liste conduite par Daniel Richard.

## Travaux
S'intéressant à la ville et au développement des territoires, elle a publié ou dirigé plusieurs ouvrages dans ce domaine. Dans Nîmes, le choc de la modernité (1993), étude inspirée de sa thèse, elle analyse la modernisation de Nîmes entreprise par Jean Bousquet ; elle propose de distinguer trois processus, « modernité-modernisme », « modernité-modernisation » et « modernité-mode ». En 2004, elle livre dans Regards d'urbanité des réflexions sur le concept de ville inspirées des travaux d'Henri Lefebvre et de sa propre expérience.
Avec Michel Boissard et Serge Velay, elle publie en 2009 un Petit dictionnaire des écrivains du Gard, avec quelque 200 portraits.
En 2013, elle propose une étiologie du vote pour le Front national dans l'ouvrage collectif Vote FN, pourquoi ?.

## Publications
- Nîmes, images de la modernité, Montpellier, Groupe de recherches en géographie, aménagement, urbanisme, 1991 (BNF 36181277).
- Nîmes, le choc de la modernité (préf. Jean-Paul Volle), Paris, coll. « Villes et Entreprises », L'Harmattan, 1993  (ISBN 2-7384-1889-9).
- Nîmes, 1988-1998 : le 3 octobre : entre mémoire et citoyenneté, Montpellier, Groupe de recherches en géographie, aménagement, urbanisme, 1998  (ISBN 2-84269-226-8).
- Dir. avec Valérie Arrault, Espaces de la culture, politiques de l'art, Paris, L'Harmattan, coll. « Logiques sociales », 2000  (ISBN 2-7384-9976-7).
- Regards d'urbanité : parcours, recherches et pistes dans la ville (préf. Antoine Bailly), Paris, L'Harmattan, coll. « Villes et Entreprises », 2004  (ISBN 2-7475-6033-3).
- Dir. avec Danielle Jullien, Autour de Nîmes et de sa région, Paris, L'Harmattan, coll. « Conférences universitaires de Nîmes », 2004  (ISBN 2-7475-7401-6).
- Dir., Tauromachies et identités locales, Paris, L'Harmattan, coll. « Conférences universitaires de Nîmes », 2004  (ISBN 2-7475-7502-0).
- Dir. avec Sébastien Fournier et Jean-Pierre Michel, Tauromachies, sport, culture, regards croisés sur le public, Paris, L'Harmattan, coll. « Conférences universitaires de Nîmes », 2006  (ISBN 2-296-01643-X).
- Dir. avec Laurent-Sébastien Fournier , Tauromachies, cultures du Sud, Paris, L'Harmattan, coll. « Conférences universitaires de Nîmes », 2007  (ISBN 978-2-296-04498-2).
- Des mots qui font la ville, Paris, La Dispute, 2008  (ISBN 978-2-84303-159-5).
- Avec Michel Boissard et Serge Velay, Petit dictionnaire des écrivains du Gard, Nîmes, Alcide, coll. « Littérature », 2009  (ISBN 978-2-917743-07-2).
- Dir. avec Karim Kadir, L'Aménagement du territoire à l'épreuve des risques, Aix-en-Provence, Presses universitaires d'Aix-Marseille, coll. « Aménagement et Territoires », 2012  (ISBN 978-2-7314-0843-0).
- Avec Michel Boissard, Figures, personnages et personnalités d'Occitanie : de Théodoric II à Amandine Hesse, de Jaume Ier à Juliette Gréco, Toulouse, Le Pérégrinateur, 2019  (ISBN 978-2-9103-5273-8).